# ǀXam
ǀXam is een als uitgestorven beschouwde taal van Zuid-Afrika, voorheen gesproken door de ǀXam-ka ǃʼē. Het maakte deel uit van de ǃUi-tak van de Tuu-talen en was nauw verwant aan de stervende Nǁng-taal.